# Промысловый (Краснодарский край)
Промысловый — посёлок в муниципальном образовании «город Горячий Ключ» Краснодарского края России. Входит в состав Кутаисского сельского округа.

## География
Посёлок расположен в центральной части края, в юго-восточной части городского округа, на северных склонах западной части Главного Кавказского хребта, у рек Шкелюк и Апчас.

## История
Согласно Закону Краснодарского края от 10 марта 2004 года № 669-КЗ посёлок Промысловый вошёл в состав образованного муниципального образования город Горячий Ключ.

## Население
| 2002 | 2010 |
| ---- | ---- |
| 14   | ↗25  |

Национальный состав
Согласно результатам переписи 2002 года, в национальной структуре населения русские составляли 93 % от жителей.

## Инфраструктура
Социальные объекты в населённом пункте отсутствуют.